# Andranik Kazarian
Andranik Kazarian (orm. Անդրանիկ Ղազարյան, ros. Андраник Казарян; ur. 1 maja?/14 maja 1904 w Şuşy, zm. 18 stycznia 1992 w Symferopolu) – radziecki dowódca wojskowy narodowości ormiańskiej, generał major, Bohater Związku Radzieckiego (1943).

## Życiorys
Urodził się w ormiańskiej rodzinie rzemieślnika. Skończył szkołę średnią.
Od grudnia 1920 służył w Armii Czerwonej, w 1924 ukończył szkołę piechoty, w 1925 i 1927 wojskowe kursy polityczne, a w 1939 dwa kursy Akademii Wojskowej im. Frunzego. Od 1927 należał do WKP(b).
Od 1941 uczestniczył w wojnie z Niemcami, 14 października 1942 został dowódcą 74 Dywizji Strzeleckiej 13 Armii w stopniu pułkownika, walczył na Froncie Briańskim. 22 lutego 1943 otrzymał stopień generała majora, 23 lutego 1943 na czele dywizji brał udział w wyzwalaniu Małoarchangielska, zadając wrogowi duże straty, 23 września 1943 w składzie Frontu Centralnego sforsował Dniepr w rejonie Komaryna w obwodzie homelskim podczas bitwy o Dniepr i uchwycił przyczółek. 
6 listopada 1943 wziął udział w wyzwalaniu Kijowa, później objął dowództwo 215 Dywizji Strzeleckiej 72 Korpusu Strzeleckiego 5 Armii 3 Frontu Białoruskiego, brał aktywny udział w operacji wileńskiej, gumbinneńskiej i insterbursko-königsbergskiej 1944-1945, a po pokonaniu Niemiec w wojnie z Japonią, będąc przedstawicielem radzieckiego dowództwa wojskowego w Mandżurii. 
W 1948 ukończył kursy doskonalenia kadry dowódczej przy Akademii Wojskowej im. Frunzego, w 1958 zakończył służbę wojskową, później zajmował się działalnością społeczną i propagandową jako przewodniczący rady naukowo-metodycznej ds. propagandy wiedzy wojskowej i działacz DOSAAF.

## Odznaczenia
- Złota Gwiazda Bohatera Związku Radzieckiego (16 października 1943)
- Order Lenina (dwukrotnie, 16 października 1943 i 15 listopada 1950)
- Order Czerwonego Sztandaru (pięciokrotnie, 14 lutego 1943, 28 lipca 1943, 3 listopada 1944, 11 marca 1945 i 3 listopada 1953)
- Order Suworowa II klasy (trzykrotnie, 16 września 1943, 19 kwietnia 1945 i 26 sierpnia 1945)
- Order Wojny Ojczyźnianej I klasy (11 marca 1985)

I medale ZSRR oraz chiński order.